# Bouchrahil
Bouchrahil (en arabe : بوشراحيل) est une commune de la wilaya de Médéa en Algérie.

## Géographie

### Situation
La commune de Bouchrahi est située dans le tell central  dans l'Atlas blidéen  a environ 100 km au sud d'Alger et a 60 km au sud-est  de Médéa et a environ 12 km au nord-est de Sidi Nâamane et à  42 km l est de Berrouaghia  et a 90 km au sud-est de Blida et à 79 km a l'ouest  de  Bouira 
| Sidi Naamane | Baata, Aissaouia | Mezerana     |
| Sidi Naamane | Bouchrahil       | Sidi Errabia |
| Sidi Naamane | Bouskene         | Beni Slimane |

### Climat
Bouchrahil bénéficie d'un climat méditerranéen classique marqué par une sécheresse estivale, des hivers doux, un ciel lumineux et dégagé. Pendant les mois d'été, les précipitations deviennent rares voire inexistantes, et le ciel est lumineux et dégagé. L'anticyclone subtropical recouvre la région oranaise pendant près de quatre mois. En revanche la région est bien arrosée pendant l'hiver. Les faibles précipitations (420 mm de pluie) et leur fréquence (72,9 jours par an) sont aussi caractéristiques de ce climat.
| Mois                              | jan. | fév. | mars | avril | mai | juin | jui. | août | sep. | oct. | nov. | déc. | année |
| --------------------------------- | ---- | ---- | ---- | ----- | --- | ---- | ---- | ---- | ---- | ---- | ---- | ---- | ----- |
| Température minimale moyenne (°C) | 0    | 2    | 5    | 7     | 10  | 15   | 19   | 20   | 17   | 13   | 5    | 2    | 9     |
| Température moyenne (°C)          | 5    | 7    | 8    | 10    | 18  | 17   | 19   | 20   | 17   | 13   | 12   | 7    | 11    |
| Température maximale moyenne (°C) | 15   | 16   | 18   | 20    | 22  | 26   | 29   | 30   | 28   | 23   | 20   | 16   | 22    |
| Précipitations (mm)               | 60   | 50   | 50   | 30    | 20  | 0    | 0    | 0    | 10   | 30   | 60   | 70   | 420   |

| Diagramme climatique                                  |       |       |       |        |       |       |       |        |        |       |       |
| J                                                     | F     | M     | A     | M      | J     | J     | A     | S      | O      | N     | D     |
| 15060                                                 | 16250 | 18550 | 20730 | 221020 | 26150 | 29190 | 30200 | 281710 | 231330 | 20560 | 16270 |
| Moyennes : • Temp. maxi et mini °C • Précipitation mm |       |       |       |        |       |       |       |        |        |       |       |

### Relief et hydrologie
Bouchrahil est située au  centre de la plaine de la Beni Slimane.

### Localités de la commune
Lors du découpage territorial de 1984, la commune de Bouchrahil est constituée à partir des localités suivantes : Bouchrahil, Ouled Allel, Chorfa, Ahl Louta, Ahl Draa, Ouled Sidi Moussa, Beni Maaloum, Ahl El Oued, Ouled M'Henni, Ouled Saïd, El Maïfia, Megualit (Sud).

## Démographie
| 1987  | 1998  | 2008   |
| ----- | ----- | ------ |
| 7 407 | 8 374 | 11 633 |

## Vie quotidienne

### Sports
- Le club omnisports  HR Bouchrahil, fondé en 1985, comprend une équipe de football et une équipe d'athlétisme et  handball.

- Le club de Kick boxing fondé en 1989

- Le club de Vovinam Viet Vo Dao fondé en 2009